# Trychosis exulans
Trychosis exulans är en stekelart som först beskrevs av Cresson 1872.  Trychosis exulans ingår i släktet Trychosis och familjen brokparasitsteklar. Inga underarter finns listade i Catalogue of Life.